# 国立特別支援教育総合研究所

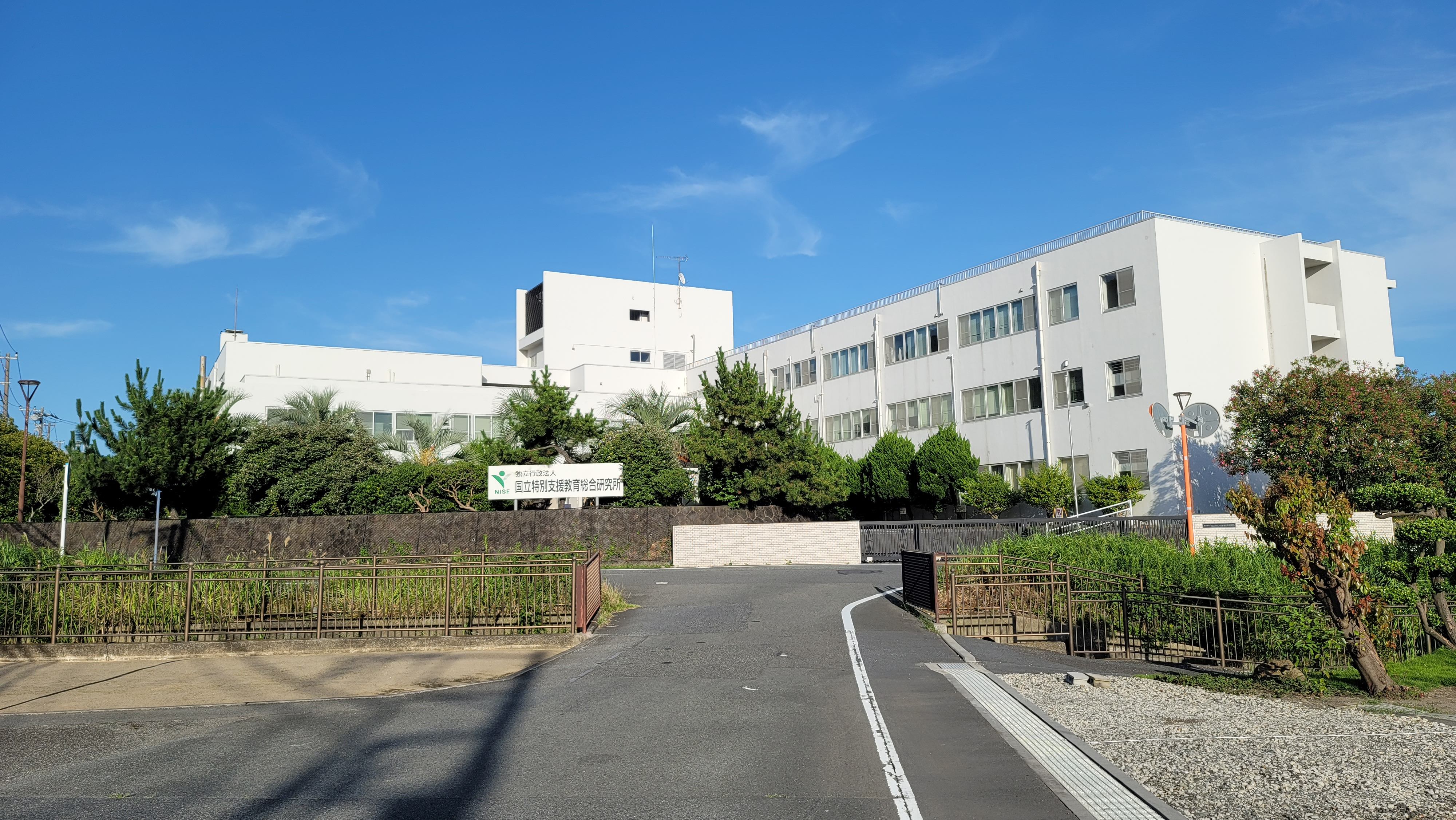
国立特別支援教育総合研究所

独立行政法人国立特別支援教育総合研究所（こくりつとくべつしえんきょういくそうごうけんきゅうじょ、The National Institute of Special Education）は、障害のある子供の教育に関する研究、研修・支援、情報普及などを行う国立の組織。文部科学省所管の独立行政法人。略称として特総研と呼ばれている。
特別支援教育に関する国立の施設としては唯一である。

## 概要
- 所在地：神奈川県横須賀市野比5丁目1番1号
- 理事長：中村信一
- 理事：清重隆信

## 沿革
- 1971年（昭和46年）10月1日 - 国立特殊教育総合研究所が発足。
- 2001年（平成13年）4月1日 - 独立行政法人になる。名称は独立行政法人国立特殊教育総合研究所。
- 2007年（平成19年）4月1日 - 現在の名称に変更。